# يوتارو هاكاماتا
يوتارو هاكاماتا (باليابانية: 袴田 裕太郎) (مواليد 24 يونيو 1996) هو لاعب كرة قدم ياباني.

## وصلات خارجية
- يوتارو هاكاماتا على موقع رابطة كرة القدم اليابانية للمحترفين (اليابانية)
- يوتارو هاكاماتا على موقع قاعدة بيانات كرة القدم.إي يو (الإنجليزية)
- يوتارو هاكاماتا على موقع Soccerway.com (الإنجليزية)
- يوتارو هاكاماتا على موقع عالم كرة القدم.نت (الإنجليزية)